# NFC East
A NFC East refere-se a Divisão Leste da National Football Conference, da National Football League. Ela possui no momento quatro membros: Dallas Cowboys, New York Giants, Philadelphia Eagles e Washington Commanders‎.
Quando a divisão foi criada após a Fusão AFL-NFL em 1970, a divisão também incluía os St. Louis Cardinals. Mesmo depois de se mudarem para o Arizona em 1988, os Cardinals continuaram a pertencer à NFC East até o re-alinhamento de 2002, quando foram colocados na NFC West.
Os times da NFC East têm um combinado de 18 aparições na Super Bowl e um combinado de 11 vitórias, sendo a divisão que mais ganhou na NFL.

## Campeões da divisão
| Temporada | Time                     | Recorde | Resultado do Playoff             |
| --------- | ------------------------ | ------- | -------------------------------- |
| 1970      | Dallas Cowboys           | 10-4-0  | Perdeu o Super Bowl V            |
| 1971      | Dallas Cowboys           | 11-3-0  | Ganhou o Super Bowl VI           |
| 1972      | Washington Redskins      | 11-3-0  | Perdeu o Super Bowl VII          |
| 1973      | Dallas Cowboys           | 10-4-0  | Perdeu o NFC Championship Game   |
| 1974      | St. Louis Cardinals      | 10-4-0  | Perdeu o NFC Divisional Playoffs |
| 1975      | St. Louis Cardinals      | 11-3-0  | Perdeu o NFC Divisional Playoffs |
| 1976      | Dallas Cowboys           | 11-3-0  | Perdeu o NFC Divisional Playoffs |
| 1977      | Dallas Cowboys           | 12-2-0  | Ganhou o Super Bowl XII          |
| 1978      | Dallas Cowboys           | 12-4-0  | Perdeu o Super Bowl XIII         |
| 1979      | Dallas Cowboys           | 11-5-0  | Perdeu o NFC Divisional Playoffs |
| 1980      | Philadelphia Eagles      | 12-4-0  | Perdeu o Super Bowl XV           |
| 1981      | Dallas Cowboys           | 12-4-0  | Perdeu o NFC Championship Game   |
| 1982      | Washington Redskins      | 8-1-0   | Ganhou o Super Bowl XVII         |
| 1983      | Washington Redskins      | 14-2-0  | Perdeu o Super Bowl XVIII        |
| 1984      | Washington Redskins      | 11-5-0  | Perdeu o NFC Divisional Playoffs |
| 1985      | Dallas Cowboys           | 10-6-0  | Perdeu o NFC Divisional Playoffs |
| 1986      | New York Giants          | 14-2-0  | Ganhou o Super Bowl XXI          |
| 1987      | Washington Redskins      | 11-4-0  | Ganhou o Super Bowl XXII         |
| 1988      | Philadelphia Eagles      | 10-6-0  | Perdeu o NFC Divisional Playoffs |
| 1989      | New York Giants          | 12-4-0  | Perdeu o NFC Divisional Playoffs |
| 1990      | New York Giants          | 13-3-0  | Ganhou o Super Bowl XXV          |
| 1991      | Washington Redskins      | 14-2-0  | Ganhou o Super Bowl XXVI         |
| 1992      | Dallas Cowboys           | 13-3-0  | Ganhou o Super Bowl XXVII        |
| 1993      | Dallas Cowboys           | 12-4-0  | Ganhou o Super Bowl XXVIII       |
| 1994      | Dallas Cowboys           | 12-4-0  | Perdeu o NFC Championship Game   |
| 1995      | Dallas Cowboys           | 12-4-0  | Ganhou o Super Bowl XXX          |
| 1996      | Dallas Cowboys           | 10-6-0  | Perdeu o NFC Divisional Playoffs |
| 1997      | New York Giants          | 10-5-1  | Perdeu o NFC Wild Card Playoffs  |
| 1998      | Dallas Cowboys           | 10-6-0  | Perdeu o NFC Wild Card Playoffs  |
| 1999      | Washington Redskins      | 10-6-0  | Perdeu o NFC Divisional Playoffs |
| 2000      | New York Giants          | 12-4-0  | Perdeu o Super Bowl XXXV         |
| 2001      | Philadelphia Eagles      | 11-5-0  | Perdeu o NFC Championship Game   |
| 2002      | Philadelphia Eagles      | 12-4-0  | Perdeu o NFC Championship Game   |
| 2003      | Philadelphia Eagles      | 12-4-0  | Perdeu o NFC Championship Game   |
| 2004      | Philadelphia Eagles      | 13-3-0  | Perdeu o Super Bowl XXXIX        |
| 2005      | New York Giants          | 11-5-0  | Perdeu o NFC Wild Card Playoffs  |
| 2006      | Philadelphia Eagles      | 10-6-0  | Perdeu o NFC Divisional Playoffs |
| 2007      | Dallas Cowboys           | 13-3-0  | Perdeu o NFC Divisional Playoffs |
| 2008      | New York Giants          | 12-4-0  | Perdeu o NFC Divisional Playoffs |
| 2009      | Dallas Cowboys           | 11-5-0  | Perdeu o NFC Divisional Playoffs |
| 2010      | Philadelphia Eagles      | 10-6-0  | Perdeu o NFC Wild Card Playoffs  |
| 2011      | New York Giants          | 9-7-0   | Ganhou o Super Bowl XLVI         |
| 2012      | Washington Redskins      | 10-6-0  | Perdeu o NFC Wild Card Playoffs  |
| 2013      | Philadelphia Eagles      | 10-6-0  | Perdeu o NFC Wild Card Playoffs  |
| 2014      | Dallas Cowboys           | 12-4-0  | Perdeu o NFC Divisional Playoffs |
| 2015      | Washington Redskins      | 9-7-0   | Perdeu o NFC Wild Card Playoffs  |
| 2016      | Dallas Cowboys           | 13-3-0  | Perdeu o NFC Divisional Playoffs |
| 2017      | Philadelphia Eagles      | 13-3-0  | Ganhou o Super Bowl LII          |
| 2018      | Dallas Cowboys           | 10-6-0  | Perdeu o NFC Divisional Playoffs |
| 2019      | Philadelphia Eagles      | 9-7-0   | Perdeu o NFC Wild Card Playoffs  |
| 2020      | Washington Football Team | 7-9-0   | Perdeu o NFC Wild Card Playoffs  |
| 2021      | Dallas Cowboys           | 12-5    | Perdeu o NFC Wild Card Playoffs  |
| 2022      | Philadelphia Eagles      | 14-3    | Perdeu o Super Bowl LVII         |
| 2023      | Dallas Cowboys           | 12-5    | Perdeu o NFC Wild Card Playoffs  |
| 2024      | Philadelphia Eagles      | 14-3    | Ganhou o Super Bowl LIX          |

## Lista de vencedores da NFC East
| Títulos | Equipe                | Anos |
| ------- | --------------------- | --- |
| 25      | Dallas Cowboys        | 1967, 1968, 1969, 1970, 1971, 1973, 1976, 1977, 1978, 1979, 1981, 1985, 1992, 1993, 1994, 1995, 1996, 1998, 2007, 2009, 2014, 2016, 2018, 2021, 2023 |
| 13      | Philadelphia Eagles   | 1980, 1988, 2001, 2002, 2003, 2004, 2006, 2010, 2013, 2017, 2019, 2022, 2024                                                                         |
| 9       | Washington Commanders | 1982, 1983, 1984, 1987, 1991, 1999, 2012, 2015, 2020                                                                                                 |
| 9       | New York Giants       | 1986, 1989, 1990, 1997, 2000, 2005, 2008, 2011 |
| 2       | Arizona Cardinals     | 1982, 1998 |

## Qualificados para o Wild Card
Desde 1970
- 1970 - Nenhum
- 1971 - Washington Redskins
- 1972 - Dallas Cowboys
- 1973 - Washington Redskins
- 1974 - Washington Redskins
- 1975 - Dallas Cowboys
- 1976 - Washington Redskins
- 1977 - Nenhum
- 1978 - Philadelphia Eagles
- 1979 - Philadelphia Eagles
- 1980 - Dallas Cowboys
- 1981 - New York Giants, Philadelphia Eagles
- 1982 -
- 1983 - Dallas Cowboys
- 1984 - New York Giants
- 1985 - New York Giants
- 1986 - Washington Redskins
- 1987 - Nenhum
- 1988 - Nenhum
- 1989 - Philadelphia Eagles
- 1990 - Philadelphia Eagles, Washington Redskins
- 1991 - Dallas Cowboys
- 1992 - Philadelphia Eagles, Washington Redskins
- 1993 - New York Giants
- 1994 - Nenhum
- 1995 - Philadelphia Eagles
- 1996 - Philadelphia Eagles
- 1997 - Nenhum
- 1998 - Arizona Cardinals
- 1999 - Dallas Cowboys
- 2000 - Philadelphia Eagles
- 2001 - Nenhum
- 2002 - New York Giants
- 2003 - Dallas Cowboys
- 2004 - Nenhum
- 2005 - Washington Redskins
- 2006 - New York Giants, Dallas Cowboys
- 2007 - New York Giants, Washington Redskins
- 2008 - Philadelphia Eagles
- 2009 - Philadelphia Eagles
- 2010 - Nenhum
- 2011 - Nenhum
- 2012 - Nenhum
- 2013 - Nenhum
- 2014 - Nenhum
- 2015 - Nenhum
- 2016 - New York Giants
- 2018 - Philadelphia Eagles
- 2019 - Nenhum
- 2020 - Nenhum
- 2021 - Philadelphia Eagles
- 2022 - Dallas Cowboys, New York Giants
- 2023 - Philadelphia Eagles
- 2024 - Washington Commanders